# Mickaël Bourgain
Mickaël Bourgain (Boulogne-sur-Mer, 28 maggio 1980) è un pistard francese.
Specialista della velocità, ha vinto due medaglie di bronzo olimpiche e quattro titoli mondiali.

## Carriera
Dopo aver vinto una prova di Coppa del mondo juniores su pista, nel 1999 firma il suo primo contratto professionistico con il team Cofidis. Negli anni seguenti, a partire già dall'autunno 1999 e fino al 2009, si mette in evidenza aggiudicandosi quattordici prove di Coppa del mondo, soprattutto nella velocità e in quella a squadre, e quattro titoli nazionali francesi open, tre nel keirin e uno nel chilometro da fermo.
È comunque ai campionati del mondo che ottiene la grande notorietà: con il terzetto della Nazionale francese conquista infatti quattro titoli iridati (2004, 2006, 2007 e 2009) nella velocità a squadre; a questi risultati si sommano una medaglia d'argento e tre di bronzo nella specialità individuale. Partecipa inoltre per due volte ai Giochi olimpici, nel 2004 ad Atene e nel 2008 a Pechino, riuscendo a fare suoi due bronzi, uno a squadre in Grecia e uno individuale quattro anni dopo.
Benché la sua specialità sia la pista, viene convocato a sorpresa per i giochi olimpici dal commissario tecnico della nazionale francese di ciclismo su strada Laurent Jalabert per disputare la prova in linea su strada nel 2012 a Londra.

## Palmarès
- 1999

5ª prova Coppa del mondo, Velocità (Cali)
5ª prova Coppa del mondo, Velocità a squadre (Cali, con Arnaud Tournant e Vincent Le Quellec)
- 2000

3ª prova Coppa del mondo, Velocità a squadre (Città del Messico, con Arnaud Duble e Arnaud Tournant)
5ª prova Coppa del mondo, Velocità (Ipoh)
5ª prova Coppa del mondo, Velocità a squadre (Ipoh, con Arnaud Duble e Jérôme Hubschwelin)
- 2003

3ª prova Coppa del mondo, Velocità (Città del Capo)
Campionati francesi, Chilometro da fermo
- 2004

2ª prova Coppa del mondo, Velocità a squadre (Aguascalientes, con Laurent Gané e Arnaud Tournant)
2ª prova Coppa del mondo, Keirin (Aguascalientes)
2ª prova Coppa del mondo, Velocità (Aguascalientes)
Campionati del mondo, Velocità a squadre (con Laurent Gané e Arnaud Tournant)
Campionati francesi, Keirin
2ª prova Coppa del mondo 2004-2005, Velocità (Los Angeles)
- 2005

3ª prova Coppa del mondo 2004-2005, Velocità (Manchester)
Campionati francesi, Keirin
- 2006

3ª prova Coppa del mondo 2005-2006, Velocità (Los Angeles, con Grégory Baugé e François Pervis)
Campionati del mondo, Velocità a squadre (con Grégory Baugé e Arnaud Tournant)
- 2007

Campionati del mondo, Velocità a squadre (con Grégory Baugé e Arnaud Tournant)
1ª prova Coppa del mondo 2007-2008, Velocità (Sydney)
- 2009

4ª prova Coppa del mondo 2008-2009, Velocità a squadre (Pechino, con François Pervis e Kévin Sireau)
Campionati del mondo, Velocità a squadre (con Grégory Baugé e Kévin Sireau)
Campionati francesi, Keirin

### Altri successi
- 2000

Classifica generale Coppa del mondo, Velocità
- 2005

Classifica generale Coppa del mondo 2004-2005, Velocità

## Piazzamenti

### Competizioni mondiali
- Campionati del mondo

Berlino 1999 - Velocità: 7º
Manchester 2000 - Keirin: 10º
Manchester 2000 - Velocità: 5º
Stoccarda 2003 - Keirin: 5º
Melbourne 2004 - Velocità a squadre: vincitore
Melbourne 2004 - Velocità: 5º
Los Angeles 2005 - Velocità: 2º
Bordeaux 2006 - Velocità a squadre: vincitore
Bordeaux 2006 - Keirin: 4º
Bordeaux 2006 - Velocità: 4º
Palma di Maiorca 2007 - Velocità a squadre: vincitore
Palma di Maiorca 2007 - Keirin: 4º
Palma di Maiorca 2007 - Velocità: 3º
Manchester 2008 - Velocità: 3º
Pruszków 2009 - Velocità a squadre: vincitore
Pruszków 2009 - Velocità: 7º
Apeldoorn 2011 - Keirin: 9º
Apeldoorn 2011 - Velocità: 3º
Melbourne 2012 - Keirin: 4º
- Giochi olimpici

Atene 2004 - Velocità a squadre: 3º
Atene 2004 - Velocità: 8º
Atene 2004 - Keirin: 4º
Pechino 2008 - Velocità: 3º
Londra 2012 - In linea: ritirato
Londra 2012 - Keirin: 8º